# Scottish Third Division 2011/12
Die Scottish Football League Third Division wurde 2011/12 zum insgesamt 18. Mal unter diesem Namen ausgetragen. Es war zudem die achtzehnte Austragung der Third Division als nur noch vierthöchste schottische Liga. In der vierthöchsten Fußball-Spielklasse der Herren in Schottland traten in der Saison 2011/12 10 Vereine in insgesamt 36 Spieltagen gegeneinander an. Jedes Team spielte jeweils viermal gegen jedes andere. Bei Punktgleichheit zählte die Tordifferenz, vor dem direkten Vergleich.
Die Meisterschaft gewann Alloa Athletic, das sich damit den Aufstieg und die Teilnahme an der Second Division-Saison 2012/13 sicherte. An den Aufstieg-Play-offs nahmen der FC Queen’s Park, FC Stranraer und Elgin City teil. In der Relegation kam es in der Finalrunde zu der Begegnung zwischen den Albion Rovers und dem FC Stranraer, wovon sich der Drittligist aus Coatbridge durchsetzte. Aufgrund des Zwangsabstieges der Glasgow Rangers am Saisonbeginn 2012/13 aus der Scottish Premier League in die Third Division, stieg der unterlegene FC Stranraer ebenfalls auf. Torschützenkönig mit 22 Treffern wurde Martin Boyle vom FC Montrose.

## Statistiken

### Abschlusstabelle
| Pl. | Verein                | Sp. | S  | U  | N  | Tore    | Diff. | Punkte |
| --- | --------------------- | --- | -- | -- | -- | ------- | ----- | ------ |
| 1.  | Alloa Athletic (A)    | 36  | 23 | 8  | 5  | 070:390 | +31   | 77     |
| 2.  | FC Queen’s Park       | 36  | 19 | 6  | 11 | 070:480 | +22   | 63     |
| 3.  | FC Stranraer          | 36  | 17 | 7  | 12 | 077:570 | +20   | 58     |
| 4.  | Elgin City            | 36  | 16 | 9  | 11 | 068:600 | +8    | 57     |
| 5.  | FC Peterhead (A)      | 36  | 15 | 6  | 15 | 051:530 | −2    | 51     |
| 6.  | Annan Athletic        | 36  | 13 | 10 | 13 | 053:530 | ±0    | 49     |
| 7.  | Berwick Rangers       | 36  | 12 | 12 | 12 | 061:580 | +3    | 48     |
| 8.  | FC Montrose           | 36  | 11 | 5  | 20 | 058:750 | −17   | 38     |
| 9.  | FC Clyde              | 36  | 8  | 11 | 17 | 035:500 | −15   | 35     |
| 10. | FC East Stirlingshire | 36  | 6  | 6  | 24 | 038:880 | −50   | 24     |

Platzierungskriterien: 1. Punkte – 2. Tordifferenz – 3. geschossene Tore – 4. Direkter Vergleich (Punkte, Tordifferenz, geschossene Tore)
| Saison 2011/12 |

| Zum Saisonende 2010/11 |                                   |
| (A)                    | Absteiger aus der Second Division |